# Albert Löfgren

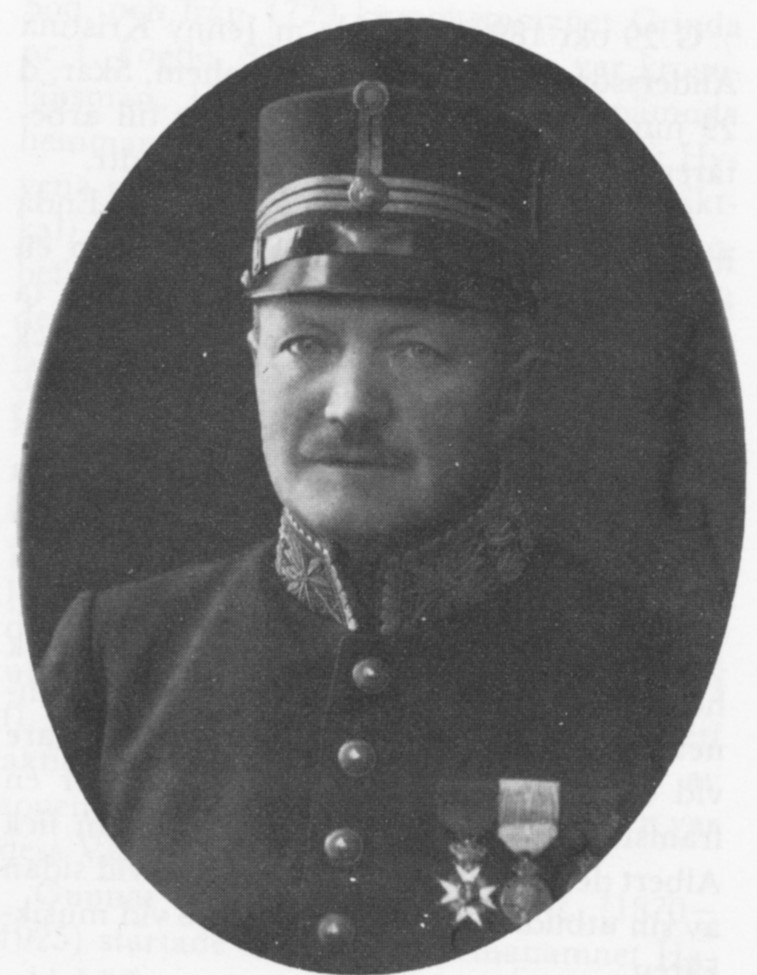

Gustaf Albert Löfgren (eigenlijk: Gustaf Albert Gren) (Hasslösa, 21 september 1872 – Eggby, 4 januari 1930) was een Zweeds componist, muziekpedagoog, arrangeur, klarinettist, violist en slagwerker. Hij was een zoon van het echtpaar Lars Peter Andersson Gren en Anna Christina Jansdotter.

## Levensloop
Löfgren kwam uit een arme familie. De enige mogelijkheid voor een muzikaal getalenteerde jongen uit een dergelijke omgeving een opleiding te krijgen bestond er in, een baan te krijgen bij een militaire muziekkapel. Hij kreeg voedsel, onderdak, kleding en onderwijs. Zo werd hij al op 10-jarige leeftijd - naast zijn twee oudere broers August (geboren 1865) en Carl Emil (geboren 1868) - lid van de militaire muziekkapel van het Västgöta regiment (Västergötland regiment) in Skövde. Omdat de commandeur van het regiment het onpraktisch vond drie soldaten met de gelijke naam te hebben, werden zij kortom veranderd. Zijn broer August behield zijn achternaam Gren, de broer Carl kreeg de achternaam Lundgren en Alberts achternaam werd veranderd in Löfgren. Zijn broer Carl was een prominente klarinettist, en van hem kreeg Albert de eerste klarinetlessen naast zijn opleiding als trommelaar in de muziekkapel. Alle drie werden later dirigenten bij verschillende regimenten. 
Albert was van 1892 tot 1895 violist in het orkest van Hjalmar Meissner in Stockholm, terwijl zijn broer Carl klarinettist was in dit orkest. Naast zijn werkzaamheden in het orkest studeerde hij met toestemming van het leger aan het Koninklijke conservatorium in Stockholm bij onder anderen Johan Kjellberg (klarinet).
Na het behalen van zijn diploma als militaire kapelmeester in 1896 werkte hij verder als militaire muzikant. In 1902 werd hij klarinettist in Stockholms Konsertförenings orkester, nu: Koninklijk Filharmonisch Orkest van Stockholm, dat toen onder leiding stond van Tor Aulin. Van 1905 tot 1909 was hij dirigent van het militaire muziekkorps van het Älvsborgs Regiment. Van 1909 tot 1925 was hij bezig als klarinettist na het Göteborg Symfonieorkest en tegelijkertijd dirigent van de militair muziekkapel van het Kungliga Göta artilleri regemente (Koninklijk Göta artillerie regiment) in Göteborg. Hij doceerde eveneens aan de Musikhögskolan vid Göteborgs universitet in Göteborg van 1915 tot 1925. 
Hij was als componist vooral geïnteresseerd in de Zweedse volksmuziek. Hij schreef een groot aantal dansen (polka's, walsen, mazurka's), suites en een paar marsen. Zijn werken werden ook in twee Zweedse films als muziek gebruikt: Sol över Sverige (1938) en Din tillvaros land (1941).
In 1925 ontving Löfgren de Zweedse koninklijke onderscheiding Litteris et Artibus.

## Composities

### Werken voor orkest
- 1908: Elfsborgslåtar Visor och danser

### Werken voor harmonieorkest
- 1912: Spelmansvisor och danser
- 1924: Från forna dar
- Alvsborgslåtar
- Beväringsdans från Axevalla hed
- Danslåtar från Vestergötland (Dansliederen uit Västergötland)
- Fantasi över två svenska folkmelodier
- Fantasi öfver Vestgöta-låtar
- Fiskarvals från Bohuslän
- Gångtrall motiv från Frista
- Karl Johan Lilliehöök Marsch
- Överste Sjöquist marsch
- Tre danslåtar från Södra Kinds härad
- Västgötarapsodi
- Yrhättan

### Vocale muziek

#### Werken voor koor
- Luk op, voor mannenkoor - tekst: Helena Nyblom

### Kamermuziek
- 1927: Slåttergille, voor 2 dwarsfluiten, 2 klarinetten (in A), basklarinet in A, tenorsaxofoon in C en hoorn in F

### Werken voor piano
- 1902: Spelemansham-bo o Annersa-Lisa-polka på Axevalla hed
- 1902: Beväringsdans från Axevalla hed